# جوليان فرازير
جوليان فرازير هو سياسي بريطاني، ولد في 5 يوليو 1950 في تورتولا في المملكة المتحدة. نشط حزبياً في Virgin Islands Party ‏.